# Ладейщиков, Александр Николаевич
Алекса́ндр Никола́евич Ладе́йщиков (род. 26 августа 1979, Первоуральск, Свердловская область) — российский легкоатлет, специалист по бегу на короткие дистанции. Выступал за сборную России по лёгкой атлетике в 2000-х годах, обладатель серебряной медали чемпионата мира в помещении, победитель и призёр первенств национального значения, действующий рекордсмен России в эстафете 4 × 400 метров в помещении. Представлял Свердловскую область. Заслуженный мастер спорта России (2001).

## Биография
Александр Ладейщиков родился 26 августа 1979 года в городе Первоуральске Свердловской области. Впоследствии постоянно проживал в Екатеринбурге, окончил Уральский федеральный университет.
Занимался лёгкой атлетикой в екатеринбургских Специализированной детско-юношеской спортивной школе олимпийского резерва «Юность» и спортивном клубе «Луч». Проходил подготовку под руководством тренеров В. А. Ачинцева, В. С. Гусаренко, Р. Б. Табабилова, В. М. Маслакова, В. С. Казарина.
Впервые заявил о себе на взрослом всероссийском уровне в сезоне 2000 года, когда в составе команды Свердловской области выиграл бронзовую медаль в эстафете 4 × 400 метров на чемпионате России в Туле.
Благодаря череде удачных выступлений вошёл в основной состав российской национальной сборной и выступил на чемпионате мира в помещении в Лиссабоне, где вместе с соотечественниками Борисом Горбанем, Андреем Семёновым, Русланом Мащенко и Дмитрием Форшевым завоевал серебряную медаль в программе эстафеты 4 × 400 метров, уступив в финале только команде Польши. Показанный ими результат 3:04,82	поныне остаётся национальным рекордом России в данной дисциплине. Позже на летнем чемпионате России в Туле Ладейщиков добавил в послужной список золотую награду, так же полученную в эстафете 4 × 400 метров. Будучи студентом, стартовал на Универсиаде в Пекине, где в финале эстафеты показал шестой результат.
В 2002 году занял четвёртое место в эстафете 4 × 400 метров на чемпионате Европы в помещении в Вене, в той же дисциплине был вторым на чемпионате России в Чебоксарах.
В 2003 году на зимнем чемпионате России в Москве взял бронзу в эстафете 4 × 200 метров.
В 2006 году на аналогичных соревнованиях превзошёл всех соперников в той же дисциплине и завоевал золотую медаль.
В 2007 году на зимнем чемпионате России в Волгограде стал серебряным призёром в эстафете 4 × 200 метров.
За выдающиеся спортивные достижения удостоен почётного звания «Заслуженный мастер спорта России» (2001).
Кандидат физико-математических наук (2013, научный руководитель - профессор А. Н. Красовский).